# Donji Kozji Dol
Donji Kozji Dol (en serbe cyrillique : Доњи Козји Дол) est un village de Serbie situé dans la municipalité de Trgovište, district de Pčinja. Au recensement de 2011, il comptait 90 habitants.

## Démographie
| 1948 | 1953 | 1961 | 1971 | 1981 | 1991 | 2002 | 2011 |
| ---- | ---- | ---- | ---- | ---- | ---- | ---- | ---- |
| 564  | 564  | 475  | 327  | 264  | 270  | 291  | 90   |

|  |